# Buscaylet
Le Buscaylet est un  ruisseau du sud de la France, dans le département de l'Aveyron et un sous-affluent de la Garonne par le Bage, le Viaur, l'Aveyron et le Tarn.

## Géographie
Il prend sa source dans le Lévézou dans le département de l'Aveyron et se jette dans le Bage en amont de Pont-de-Salars, où un barrage construit sur son lit a créé le lac de Bage, un des nombreux lacs du Lévézou.

## Principaux affluents duBage
Deux petits ruisseaux alimentent le Bage :
- Le Lestang (4,6 km)
- Le Buscaylet (5,3 km) ayant le ruisseau de Vernhières pour affluent.

## Départements et villes traversées
- Coule près des hammeaux de Buscaylet et Buscastels.
- Aveyron : Prades-Salars, Pont-de-Salars.